# 2049
|  | Denne artikel beskriver en fremtidig begivenhed Denne artikel eller sektion handler om planlagt eller forventet fremtidig begivenhed. Der kan forekomme spekulativ information, og indholdet kan ændres dramatisk når begivenheden nærmer sig og mere information bliver tilgængelig. |

| 2049               |
| ------------------ |
| Dødsfald - Fødsler |
|                    |

| Gregoriansk kalender | 2049 MMXLIX             |
| Ab urbe condita      | 2802                    |
| Armensk kalender     | 1498 ԹՎ ՌՆՂԸ            |
| Kinesiske kalender   | 4745 – 4746 戊辰 – 己巳 |
| Etiopisk kalender    | 2041 – 2042             |
| Jødisk kalender      | 5809 – 5810             |
| Hindukalendere       |                         |
| - Vikram Samvat      | 2104 – 2105             |
| - Shaka Samvat       | 1971 – 1972             |
| - Kali Yuga          | 5150 – 5151             |
| Iransk kalender      | 1427 – 1428             |
| Islamisk kalender    | 1472 – 1473             |

2049 (MMXLIX) begynder året på en fredag. Påsken falder dette år den 18. april.
Se også 2049 (tal)

## Begivenheder
- 7. maj – Mekurpassage
- 20. december – Den politiske forordning "Et land, to systemer" på Macau, som er garanteret til at vare 50 år fra 20. december 1999, vil løbe ud.

## Bøger
- Fagre nye verden (1932) af Aldous Huxley (1894 – 1963) – Udbruddet af Niårskrigen forårsager ødelæggelsen af hele planeten og overbeviser verdenslederne om nødvendigheden om at forene sig som et fredsfuldt, men kontroversielt, verdenssamfund.

| År | Spire Denne artikel om et år, årti, århundrede eller årtusinde er en spire som bør udbygges. Du er velkommen til at hjælpe Wikipedia ved at udvide den. |